# Ekspres (wspinaczka)

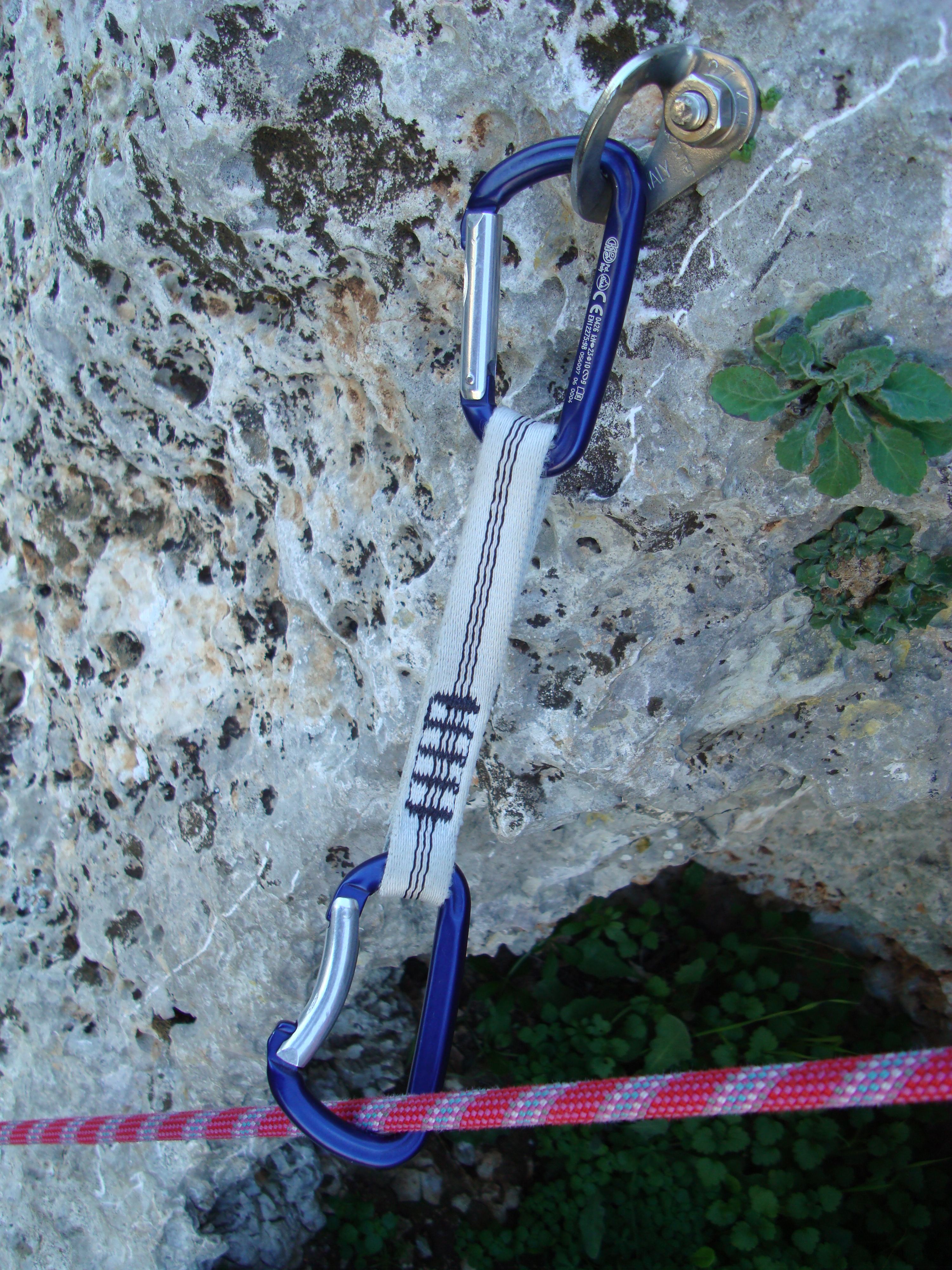
Ekspres (karabinek z wygiętym zamkiem służy do wpięcia liny, a karabinek z prostym zamkiem wpina się w punkt asekuracyjny)

Ekspres – dwa karabinki połączone krótką, usztywnioną pętlą z taśmy. Ekspresy są stosowane do mocowania liny do punktów asekuracyjnych. Użycie ekspresu zamiast pojedynczego karabinka zmniejsza przesztywnienie przelotów, czyli niekorzystnie skierowane siły utrudniające asekurację oraz tarcie utrudniające wspinaczkę. Dzięki zastosowaniu ekspresów lina w układzie asekuracyjnym porusza się swobodniej i z mniejszymi oporami.
Karabinek, do którego wpina się linę, zwykle ma wygięte ramię zamka, aby ułatwić szybkie wpinanie się. W celu zmniejszenia masy i bezwładności zamka powstały ekspresy z karabinkami z drucianym zamkiem, zwane agrafkami.
Coraz częściej ekspresy wyposażone są w tak zwane stringi, czyli różnego typu (zazwyczaj gumowe) stabilizatory, które zapobiegają obróceniu się karabinka względem taśmy.
Pętle w ekspresach mogą być różnej długości, zwykle od 8 do 30 cm. Wykonuje się je z nylonu, spectry lub dyneemy.
Ekspresy stosuje się między innymi we wspinaczce z asekuracją od dołu. We wspinaczce lodowej lub w kruchej skale często używa się ekspresów z absorberami energii.
Historycznie role ekspresów pełniły dwa karabinki łączone taśmą podczas osadzania punktu asekuracyjnego. Oczywistą ideą wydawało się być przygotowanie sobie takiego zestawu, zanim wspinacz wyruszył na wspinaczkę; ich użycie było wówczas szybsze i łatwiejsze – stąd nazwa ekspres.